# Horssöcket, Angereds socken
Horssöcket är en sjö i Göteborgs kommun i Västergötland och ingår i Göta älvs huvudavrinningsområde.
Ej att förväxla med den relativt närbelägna och identiskt namnsatta insjön Horssöcket i Bergums socken, Göteborgs kommun.

## Bilder

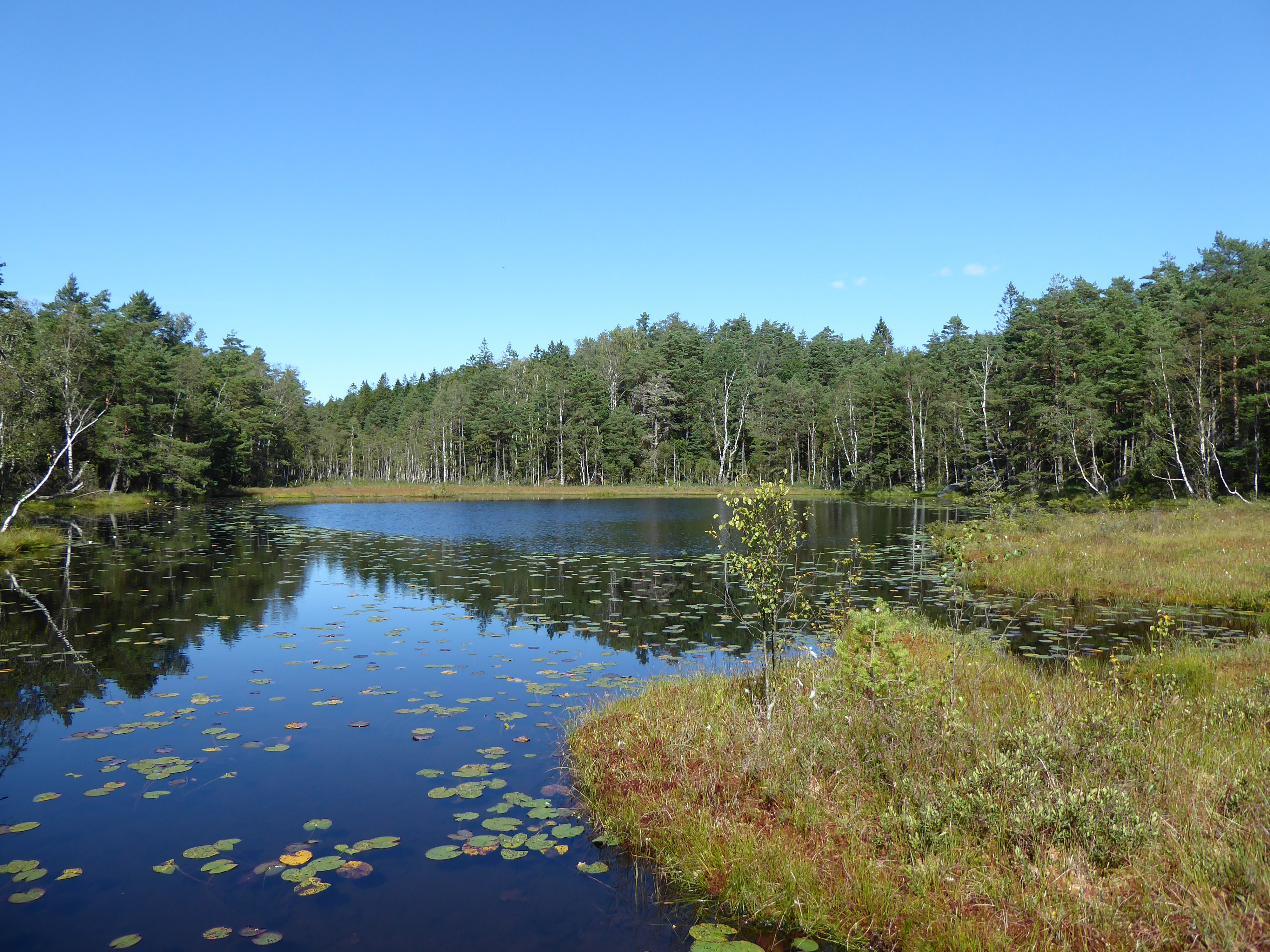
Horssöcket från sydöst
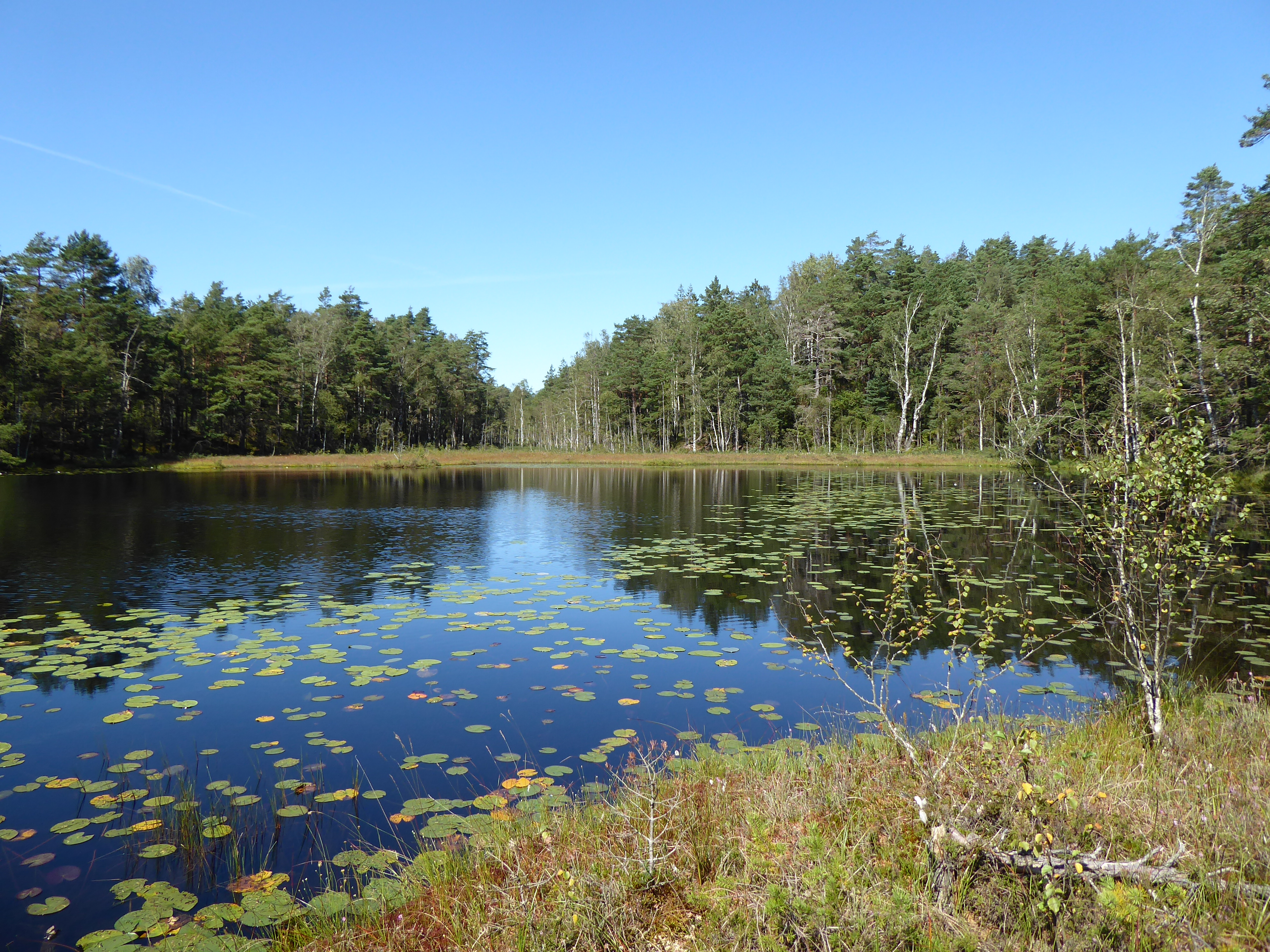
Horssöcket österifrån i riktning norr
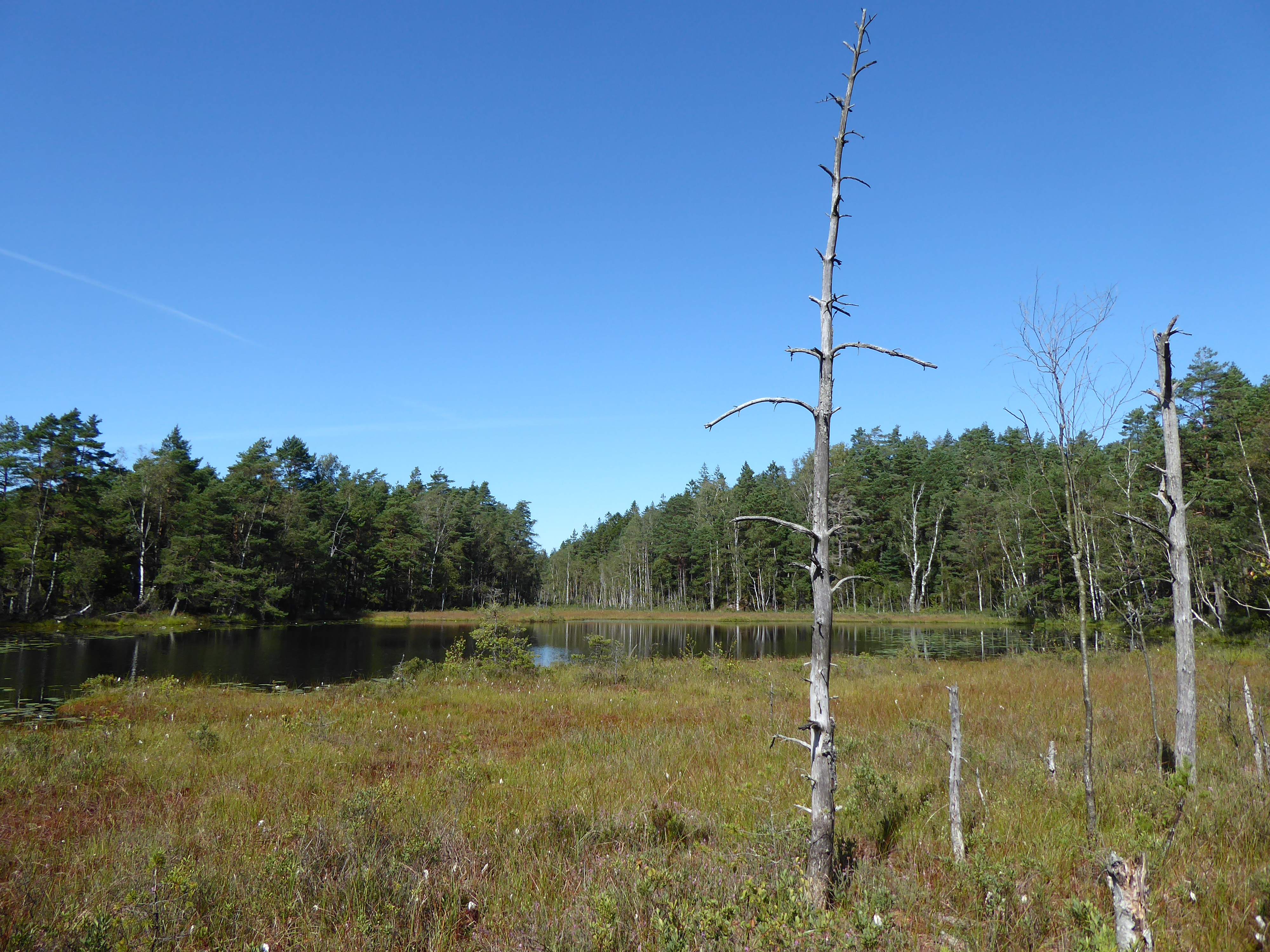
Horssöcket österifrån i riktning nordväst